# Kepler-37 b
Kepler-37 b è un pianeta extrasolare che orbita attorno a Kepler-37, una nana gialla più piccola del Sole distante circa 215 anni luce dal sistema solare, situata nella costellazione della Lira. Al 2023, dopo 10 anni dalla sua scoperta, è ancora il pianeta più piccolo conosciuto in orbita attorno a una stella di sequenza principale.

## Scoperta
I pianeti sono stati individuati nel settembre del 2012 con il metodo del transito grazie al telescopio spaziale Kepler, e l'annuncio è stato fatto ad inizio 2013, dopo che simulazioni al computer avevano escluso fenomeni astronomici che potevano imitare i transiti planetari. Per determinare il diametro del pianeta gli astronomi lo hanno comparato a quello della propria stella, che è stata studiata con metodi di astrosismologia; è una delle poche stelle studiate con questo metodo, che garantisce una misurazione del raggio stellare estremamente accurata, con un margine d'errore di appena il 3%.

## Caratteristiche
Kepler-37 b orbita in prossimità della propria stella madre, di conseguenza la sua temperatura superficiale è ritenuta essere piuttosto elevata (700 K). Ha un periodo orbitale di appena 13 giorni e dista dalla stella mediamente 0,1 UA, cioè 15 milioni di km. Con un diametro di appena 3900 km il pianeta è poco più grande della Luna, e più piccolo di Mercurio. 
Il pianeta è troppo caldo e probabilmente privo di atmosfera e quindi invivibile; tuttavia la sua scoperta suggerisce agli astronomi che mondi di dimensioni terrestri possano essere piuttosto comuni attorno a stelle simili al Sole, e che la scoperta di un analogo terrestre con condizioni favorevoli allo sviluppo della vita sia solo una questione di tempo.